# Steven Parent
Steven Earl Parent (Califòrnia, 12 de febrer de 1951 - Los Angeles, 9 d'agost de 1969) era un jove estudiant que fou la primera víctima del cas Tate.
Steven Parent s'acabava de graduar a l'Arroyo High School a El Monte (Califòrnia, EUA) quan la nit del 9 d'agost de 1969 va anar a visitar el seu amic William Garretson que era el jardiner i cuidador de la casa de Roman Polanski a Beverly Hills.
Quan abandonava la casa de Polanski amb el seu cotxe es va trobar amb els 4 membres de la família Manson que assaltaren la casa. Un cop Parent els preguntà qui eren, Charles "Tex" Watson li disparà quatre vegades, provocant-li la mort instàntania.
La seva mort, provocà l'horror de Linda Kasabian que fou apartada de l'assalt, fet que li va permetre després ésser el testimoni estrella de la fiscalia en el judici contra Charles Manson, ja que no tenia cap delicte de sang.
Inicialment, el cos de Parent no fou identificat i durant diverses hores fou conegut com a John Doe 85, fins que el capellà de la família el va identificar un cop la família va notificar la desaparició.
El pare de Steven Parent es va queixar pel tracte rebut per part de la policia de Los Angeles. També va criticar la manera en què la premsa i la televisió van tractar la mort del seu fill.
En les audiències per la llibertat dels assassins de Parent, Charles "Tex" Watson, Susan Atkins i Patricia Krenwinkel, la familia s'han enfrontat als assassins.